# Holacratie
L'holacratie  (ou parfois holocratie, holacracy en anglais) est une méthode de gestion et d'organisation décentralisée qui cherche à répartir l'autorité et la prise de décision à travers une holarchie d'équipes auto-organisées plutôt que de les confier à une hiérarchie plus classique, pyramidale et à approche descendante.

## Origine
Le système holacratique fut développé progressivement entre 2001 et 2006 par Brian Robertson au sein de son entreprise de production de logiciels (Ternary Software) avant d'être formalisé sous ce nom en 2007. Il se donne pour objectif de mettre au point des mécanismes de gouvernance plus efficaces.
Le terme holacratie est dérivé de holarchie et de holon, mots introduits en 1967 par Arthur Koestler dans son livre Le Cheval dans la locomotive,. Une holarchie est composée de holons (mot composé du grec: ὁλον, forme neutre de ὁλος signifiant le "tout" et de la terminaison "on" renvoyant à la partie). Un holon est pour Koestler à la fois un tout et la partie d'un tout. Une holarchie est donc une structure complexe dans laquelle chaque sous-système est conjointement autonome et dépendant de la structure plus large dans laquelle il s'insère. Ces principes se répètent tout au long d'une échelle de complexité. Koestler pense ainsi l'organisation des systèmes vivants depuis la cellule jusqu'aux organismes complexes et considère qu'il doit en être de même pour des systèmes sociaux sains. Pour lui, les systèmes pyramidaux qui se sont imposés comme la norme dans les organisations et dans les sociétés humaines sont sources de violence et d’inefficacité, et mettent l'avenir de l'humanité en péril.    
Robertson prolonge la vision de Koestler en l'appliquant aux organisations humaines. Il conçoit donc qu'une équipe projet est une entité autonome construite autour d’une finalité. Elle est souveraine dans son fonctionnement interne, mais dépendante (vers le haut de la structure holarchique) des attentes de la structure plus large dans laquelle elle s'insère. Elle doit, selon le même principe, respecter l'autonomie des membres qui contribuent à son fonctionnement (vers le bas de la structure holarchique).
C'est par l’intermédiaire du philosophe Ken Wilber et de la théorie intégrale que Robertson a eu connaissance de ces concepts,,.
Ce mode de management horizontal cherche à renverser la logique du management traditionnel. L'autorité et les prises de décisions sont distribuées sur l'ensemble de la structure, à des individus ou à des collectifs (cercles). Des entreprises se sont essayées à ce modèle, comme Zappos, Danone, Mr. Bricolage ou encore Castorama, mais l'expérience a été courte pour cette dernière.

## Influences
L'holacratie est souvent comparée à la sociocratie, un système de gouvernance développé beaucoup plus tôt, elle aussi inspirée des systèmes vivants et prônant les principes d'auto-organisation. Sociocratie et holacratie s’appuient sur des processus de décisions précis et structurés, accordent un rôle central à la raison d'être de l’organisation et des cercles qui la composent. Ainsi, les quatre principes fondamentaux de la sociocratie se retrouvent-t-ils dans l'holacratie : gouvernance par cercles, double lien, gestion par consentement et élection sans candidat.
Certains auteurs ont cherché à clarifier les points communs et distinctions à opérer entre plusieurs formes de gouvernance axées sur l’autonomisation : entreprise libérée, sociocratie, holacratie, modèle teal ,.
L'holacratie met un accent particulier sur la gouvernance itérative s'inspirant par là des méthodes agiles et du lean management. Van de Kamp considère que l’holacratie amène le concept d’agilité, déjà fortement présent dans les processus de conception de l’industrie du logiciel, au niveau de la structure de l’entreprise,.

## La constitution holacratie
La constitution est le document répertoriant toutes les règles de l'holacratie. La version 5.0 est sortie en juin 2021, elle comporte 5 chapitres :
1. Structure organisationnelle
2. Règles de coopérations
3. Réunion de triage
4. Autorité distribuée
5. Processus de gouvernance

## Quatre outils clés

### Raison d'être
Le fondement de l'outil holacratie repose sur une identification de la raison d'être de l’organisation. La raison d'être est décrite comme étant "le potentiel créatif le plus profond que l’Organisation peut durablement exprimer dans le monde, compte tenu de toutes les contraintes auxquelles celle-ci est soumise et de toutes les choses dont elle dispose". L'holacratie attribue à la raison d'être un rôle superordonnant, fédérant l’action des individus qui vont contribuer à sa réalisation. Pour cela, l'organisation va se structurer en cercles, chacun ayant lui-même une raison d'être contribuant à la raison d’être globale tout en restant autonome dans son fonctionnement. Chaque cercle comporte également des rôles qui portent aussi une raison d'être. La raison d'être est ainsi déclinée à tous les niveaux : organisation, cercle, rôle.

### Rôle
Le rôle est l'entité de base en holacratie. Les rôles ne correspondent pas aux fonctions qui existent dans des organisations traditionnelles et qui s’apparentent plus à des statuts. 
Un « Rôle » est une entité organisationnelle dotée d’un nom descriptif et d’une ou plusieurs caractéristiques suivantes :
- la « Raison d’Être », qui désigne une capacité, un potentiel ou un but inaccessible que le rôle va poursuivre ou manifester au nom de l’organisation.

- un ou plusieurs « Domaines », qui sont des choses que le rôle est le seul à pouvoir contrôler et réglementer comme sa propriété, au nom de l’organisation.

- une ou plusieurs « Redevabilités », qui désignent des activités dans la durée de l’organisation que le rôle va mettre en œuvre[22].

Les membres de l’organisation peuvent cumuler plusieurs rôles. Le rôle en holacratie renvoie à un objectif clair (raison d'être), et si l’objectif n’a plus lieu d’être, le rôle disparaît. Selon les circonstances, les rôles émergent, puis disparaissent dynamiquement, tout comme les cercles.

### Tension
Les tensions sont essentielles à l’évolution de la structure. Robertson définit la tension comme l’écart ressenti entre ce qui est et ce qui pourrait être.
On distingue des tensions de gouvernance (lorsque le besoin se fait sentir de faire évoluer la structure) et des tensions opérationnelles (liées au fonctionnement quotidien). 
Le but ultime de l'holacratie est que toute tension ressentie par toute personne, où qu’elle soit dans l’organisation, peut être transformée de façon rapide et fiable, en évolution de l’organisation qui ait du sens, dans la mesure où cela reste pertinent par rapport à la raison d’être de l’organisation.

### Deux formats de réunions
Il existe deux types de réunions en holacratie, des réunions de gouvernance et des réunions de triage.
Ces deux réunions sont organisées par le rôle de secrétaire et facilitées par le rôle de facilitateur. Chaque cercle est autonome pour organiser ses réunions de gouvernance et de triage et a donc son propre secrétaire et facilitateur, élus par les membres du cercle.
Les réunions de gouvernance sont facilitées selon le processus de prise de décision intégrative (PDI) alors que les réunions de triage utilisent le processus de triage. C’est à l’occasion des réunions de gouvernance que de nouveaux cercles et rôles sont définis ou supprimés. C’est donc en résolvant les tensions que la structure évolue.
Dans la prise de décision intégrative de la réunion de gouvernance, les décisions sont prises lorsque personne n'a émis d’objection à la proposition. Cela implique d'intégrer toutes les perspectives dans le processus de prise de décision. Le but n'est pas de trouver la meilleure décision, mais de prendre rapidement des petites décisions qui permettent d’avancer en considérant que cela fait progresser vers le déploiement de la raison d’être.
L'holacratie permet aux organisations qui y ont recours de bénéficier du savoir ambiant dans leur entreprise, de fonctionner avec transparence et d'accroître la motivation des parties prenantes.

## Limites et critiques
L'holacratie suscite de nombreuses critiques. Bernstein en 2016 qualifie l’approche de «radicale»  et considère qu’elle est dès lors difficilement applicable aux grandes organisations existant depuis longtemps.
En outre, au delà de l’idée selon laquelle «c’est la constitution qui détient le pouvoir», se pose la question de la répartition effective du pouvoir, en particulier du fait que la propriété est liée à des individus. En outre, du fait que les liens principaux ont le pouvoir sur les ressources, Sabrina Schell et Nicole Bischof considèrent que dans l’entreprise qu’elles ont étudié, une hiérarchie subsiste. Parce qu’elles ont fait le constat que ces postes étaient occupés par ceux qui étaient managers dans la structure ancienne, elles observent qu’une structure de décision parallèle non officielle existe, ce qui fait que la structuration formelle et la structuration réellement observée ne se superposent pas. Les autrices n’excluent pas qu’une prise de conscience de ce problème, une remise en question de cette situation, ou une clarification récurrente des rôles, pourraient remédier à ce problème.
D’aucuns considèrent que le mode de prise de décision peut être perçu comme chaotique et confus. D’autres soulignent le fait que des cercles et des rôles puissent disparaître très brutalement induit un sentiment d’insécurité chez certains salariés. Damien Richard, à la suite d'une étude par interview réalisée dans sept entreprises ayant adopté le modèle, considère que  ce mode de fonctionnement ne peut convenir  qu’à des personnes qui souhaitent un environnement de travail caractérisé par «un haut niveau de réflexivité, d’autonomie et de partage des fonctions».
Trois limites sont reconnues par Bernard Marie Chiquet, pourtant consultant en holacratie, pour adopter un tel système :
1. Les jeux politiques toxiques peuvent continuer à se jouer dans l’entreprise, le système ne s'adressant qu'aux rôles de chacun et à l'organisation, indépendamment des personnes. Il est donc nécessaire de le coupler avec d'autres approches relationnelles, afin d'éviter de pousser à l'extrême un système trop rationnel, ne traitant pas de l'humain[29].
2. L'exigence managériale qu'impose une telle pratique et l'incapacité des managers à pouvoir exercer leur rôle de Premier Lien s'ils n'ont pas un minimum d'écoute et de compréhension envers leurs collaborateurs.
3. Le leadership distribué est inaccessible pour la plupart des employés. Une des clés de l'holacratie est la capacité de chacun à «prendre son pouvoir» au sein de l'entreprise. Or, l’holacratie ne propose aucun outil pour permettre aux salariés de sortir du schéma de subordination imposé par le contrat de travail. Tout repose sur la capacité des Premiers Liens à les conforter dans leur droit à l’autonomie.